# لاري موفيت
لاري موفيت (بالإنجليزية: Larry Moffett)‏ مواليد 5 نوفمبر 1954 في موبيل، هو لاعب كرة سلة أمريكي. بدأ مسيرته الاحترافية في سنة 1977. تم اختياره من قبل فريق هيوستن روكتس خلال الدرافت. يحمل الرقم 41. يبلغ طوله 6 قدم 8 بوصة (2.0 م). اعتزل اللعب في 1986.

## المسيرة الاحترافية
لعب مع هيوستن روكتس في موسم 1977–1978، ثم لعب مع يوفي كازيرتا باسكت في الدوري الإيطالي في موسم 1978–1979، ثم لعب مع فولجور ليبرتاس فورلي في موسم 1983–1984، ثم لعب مع بروج في موسم 1984–1985، ثم لعب مع خيخون لكرة السلة في موسم 1985–1986.

## روابط خارجية
- لاري موفيت على موقع إن بي أي (الإنجليزية)
- لاري موفيت على موقع سبورتس رفرنس (الإنجليزية)
- لاري موفيت على موقع كلية كرة السلة في سبورتس رفرنس.كوم (الإنجليزية)
- لاري موفيت على موقع ريلجم (الإنجليزية)
- لاري موفيت على موقع بروبوليرز (الإنجليزية)